# Церковь Святого Себастьяна (Манила)

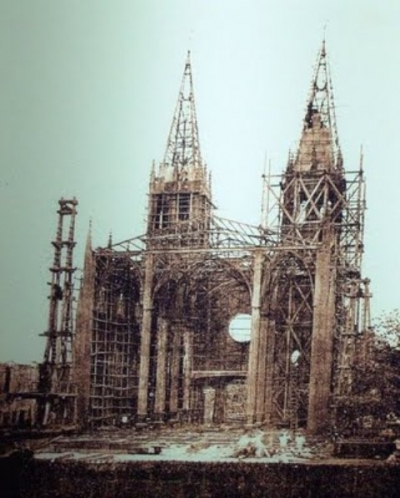
Строительство храма, 1890 год

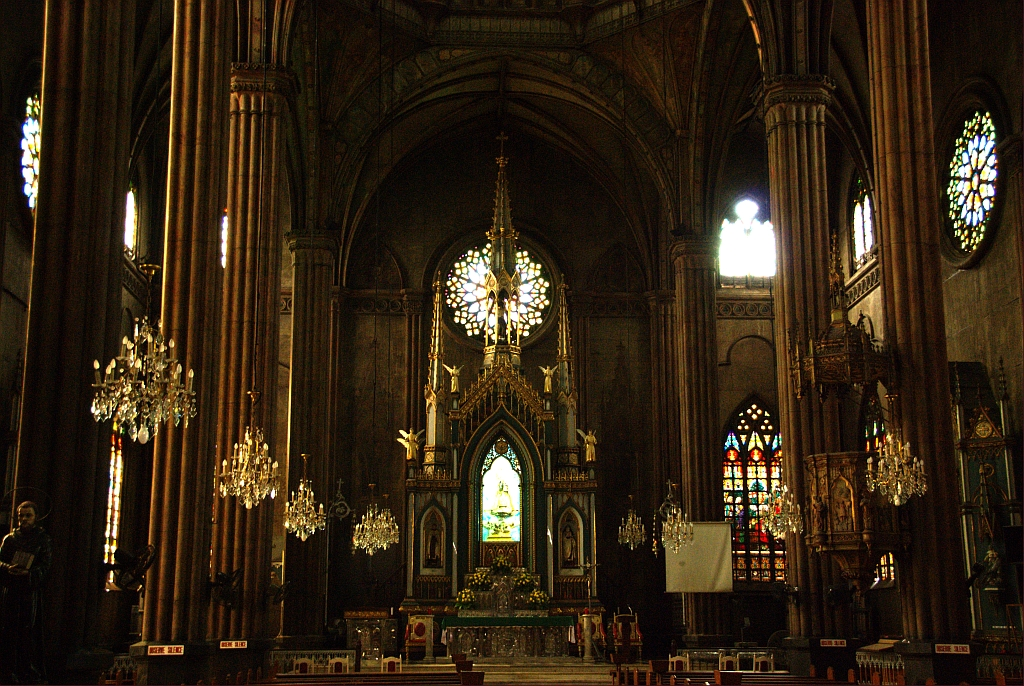
Внутренний интерьер

Церковь Святого Себастьяна (филипп. Simbahan ng San Sebastian) — католическая церковь, находящаяся в городе Манила, Филиппины. Является малой базиликой и входит в состав архиепархии Манилы. Находится на площади Пласа-дель-Кармен в границах парка имени Хосе Рисаля. Храм включён в предварительный список кандидатов Всемирного наследия ЮНЕСКО. Национальный исторический памятник Филиппин.

## История
В 1621 году богатый горожанин Бернардино Кастильо, будучи почитателем христианского мученика святого Себастьяна, пожертвовал земельный участок для строительства нового храма в честь этого святого. Первый деревянный храм Святого Себастьяна сгорел в 1651 года во время китайского восстания. Последующие три кирпичных храмов святого Себастьяна, построенные соответственно в 1859, 1863 и 1880 годах, сгорели от пожара либо были разрушены землетрясением.
В 1880 году настоятель разрушенного храма Эстебан Мартинес обратился к архитектору Хенаро Паласиосу с просьбой спроектировать восстановление разрушенного от землетрясения храма. Хенаро Паласиос спроектировал храм в неоготическом стиле с барочными элементами и сейсмостойкой и противопожарной конструкцией, выполненной полностью из стали. Его окончательный проект был вдохновлён готическим собором в городе Бургос в Испании. Сборная стальная конструкция была сделана в бельгийском городе Бенш. Согласно филиппинскому историку Амбету Окампо, стальные конструкции были заказаны на бельгийском предприятии «Enterprises de Travaux Publiques», которое находилось в Брюсселе.
Предполагается, что в проектировании стальной конструкции участвовал французский инженер Гюстав Эйфель
. Исследования об участии Гюстава Эйфеля проводил в Париже филиппинский учёный Амбет Окампо, который опубликовал отчёт, в котором описывал визит в 1970 году в Манилу известного американского архитектора Бэй Юймина. Согласно Амбету Окампо Бэй Юймин, осмотрев конструкцию храма Святого Себастьяна, сказал, что Гюстав Эйфель действительно принимал участие в проектировании храма. Официальные каталоги работ Гюстава Эйфеля ссылаются на его проектирование некоей церкви в Маниле, построенной в 1875 году (строительство современного храма началось в 1890 году).
Общая масса конструкции составляла около 52 тонн и была доставлена на Филиппины на восьми транспортах. Первая поставка прибыла в Манилу в 1888 году. Сборкой конструкции занимались бельгийские инженеры. Первая очередь конструкции была возведена 11 сентября 1890 года. Пустые пространства стальной конструкции были заполнены смесью из песка, гравия и цемента. Витражи, сделанные фирмой «Heinrich Oidtmann», были доставлены из Германии.
24 июня 1890 года Римский папа Лев XIII присвоил храму статус малой базилики. Храм был полностью построен в 1891 году и 16 августа 1891 года освящён манильским архиепископом Бернардино Носаледа-и-Вилья.
В 1973 году президент Фердинанд Маркос издал указ № 260, которым объявил храм Святого Себастьяна национальным историческим памятником. Государственное финансирование по сохранению церкви проводилось через Национальный исторический институт. 15 мая 2011 года Национальный музей Филиппин присвоил храму статус национального культурного наследия. 16 мая 2006 года храм был включён в предварительный список кандидатов Всемирного наследия ЮНЕСКО.
В настоящее время находится под управлением монашеского ордена августинцев-реколлекционистов.